# Uus Maailm
Uus Maailm  är en stadsdel i centrumdistriktet Kesklinn i Estlands huvudstad Tallinn, belägen i distriktets västra del söder om den historiska innerstaden. Namnet betyder ordagrant "Ny Värld" på estniska, syftande på Nya världen i betydelsen Amerika, då ett värdshus med namnet America tidigare fanns i trakten.